# Saint-Oradoux-de-Chirouze
 Saint-Oradoux-de-Chirouze  es una comuna (municipio) de Francia, en la región de Lemosín, departamento de Creuse, en el distrito de Aubusson y cantón de La Courtine.
Su población en el censo de 1999 era de 74 habitantes.
Está integrada en la Communauté de communes des Sources de la Creuse.

## Demografía
| 84 | 116 | 71 | 65 | 55 | 74 |
| Para los censos de 1962 a 1999 la población legal corresponde a la población sin duplicidades (Fuente: INSEE [Consultar]) |     |    |    |    |    |